# 扁平率
扁平率（へんぺいりつ、扁率、扁平度とも、flattening, oblateness）とは、楕円もしくは回転楕円体が、円もしくは球に比べてどれくらい扁平か（つぶれているか）を表す値である。円もしくは球では値が 0 である。つぶれるに従って値は 1 に近づく。
楕円または回転楕円体の長半径を a、短半径を b とすると、扁平率{\displaystyle f}は
{\displaystyle f={\frac {a-b}{a}}=1-{\frac {b}{a}}}
で定義される。 (a - b) : a のように比の形で表すこともある。楕円率 ε を使えば
f = 1 - ε
とも書ける。
自転する天体の場合、遠心力によって赤道半径が極半径に比べて大きい扁球となる。したがって a が赤道半径、b が極半径となる。地球楕円体の扁平率としては、GRS80（測地系）のパラメータ値が用いられることが多い。

## 第一扁平率
冒頭で定義された扁平率 {\displaystyle f}は“第一扁平率”と称される。

## 第二扁平率
次のように定義される第二扁平率 {\displaystyle f^{\prime }}も用いられる。
{\displaystyle f'={\frac {a-b}{b}}={\frac {f}{1-f}}}

## 第三扁平率
また第三扁平率 {\displaystyle f^{\prime \prime }} も用いられ、{\displaystyle n}と表記されることもある。古くはフリードリヒ・ヴィルヘルム・ベッセルが子午線弧長の計算に用いていることが認められる。
{\displaystyle f''={\frac {a-b}{a+b}}={\frac {f}{2-f}}}
{\displaystyle {\begin{aligned}n&={\frac {1-{\sqrt {1-e^{2}}}}{1+{\sqrt {1-e^{2}}}}}={\frac {1}{4}}e^{2}+{\frac {1}{8}}e^{4}+\cdots \\e^{2}&={\frac {4n}{\left(1+n\right)^{2}}}\end{aligned}}}

## 離心率との関係
楕円の離心率{\displaystyle e}との関係は、
{\displaystyle e\triangleq {\sqrt {1-{\frac {b^{2}}{a^{2}}}}}={\sqrt {f(2-f)}}}
となる。
例えば、扁平率が 0.1 の楕円の離心率はおよそ 0.43 である。離心率も扁平率と同様に、真円で 0 となり、つぶれるに従って 1 に近づくが、こちらは一般の円錐曲線に対する概念である。

## 地球の扁平率
地球の扁平率としては、陸域の測地系では全世界的にGRS80のパラメータ値が用いられる。日本の陸地測量の基準も同様である。ただし、未だにGRS80以外の古い測地系を用いている開発途上国がある。
赤道半径（＝長半径） a = 6 378 137m（正確に）
扁平率　:{\displaystyle f={\frac {1}{298.257\ 222\ 101}}}（正確に）
この定義から、極半径 b = 6 356 752.314 140 356 m （近似値）となる。
日本では以上の基準は、日本の陸地における測量の基準を定めている測量法施行令第3条において、地球の赤道半径（測量法では「長半径」）と扁平率を上記のGRS80と同じ値で定義している。

### 海図における扁平率（WGS84)
海図など海域における測量の基準としては、赤道半径（＝長半径）は同一だが、扁平率についてはWGS84測地系と呼ばれる別の測地系に基づくものが、全世界的に使用されている。この値は、GRS80とはごくわずかに異なっている。
{\displaystyle f={\frac {1}{298.257\ 223\ 563}}}
このWGS84における極半径は b = 6 356 752.314 245 179m（近似値）となり、GRS80に比べて、約0.105 mmだけ長いが、実用上は全く問題とはならない差である。
日本ではこの扁平率は、海図などの海域における測量の基準を定めている（水路業務法施行令第2条第2号において規定されている）。

### 地球の赤道面の扁平率
測量の基準とする地球楕円体では、赤道面は正円と仮定している。しかし、現実の地球の赤道面は正円ではない。赤道面楕円の扁平率（f1）は、
{\displaystyle f1={\frac {1}{91026}}}
であり、その長軸の向き（λ1）は、西経14.9291±0.0010°である。

## 他の天体の扁平率

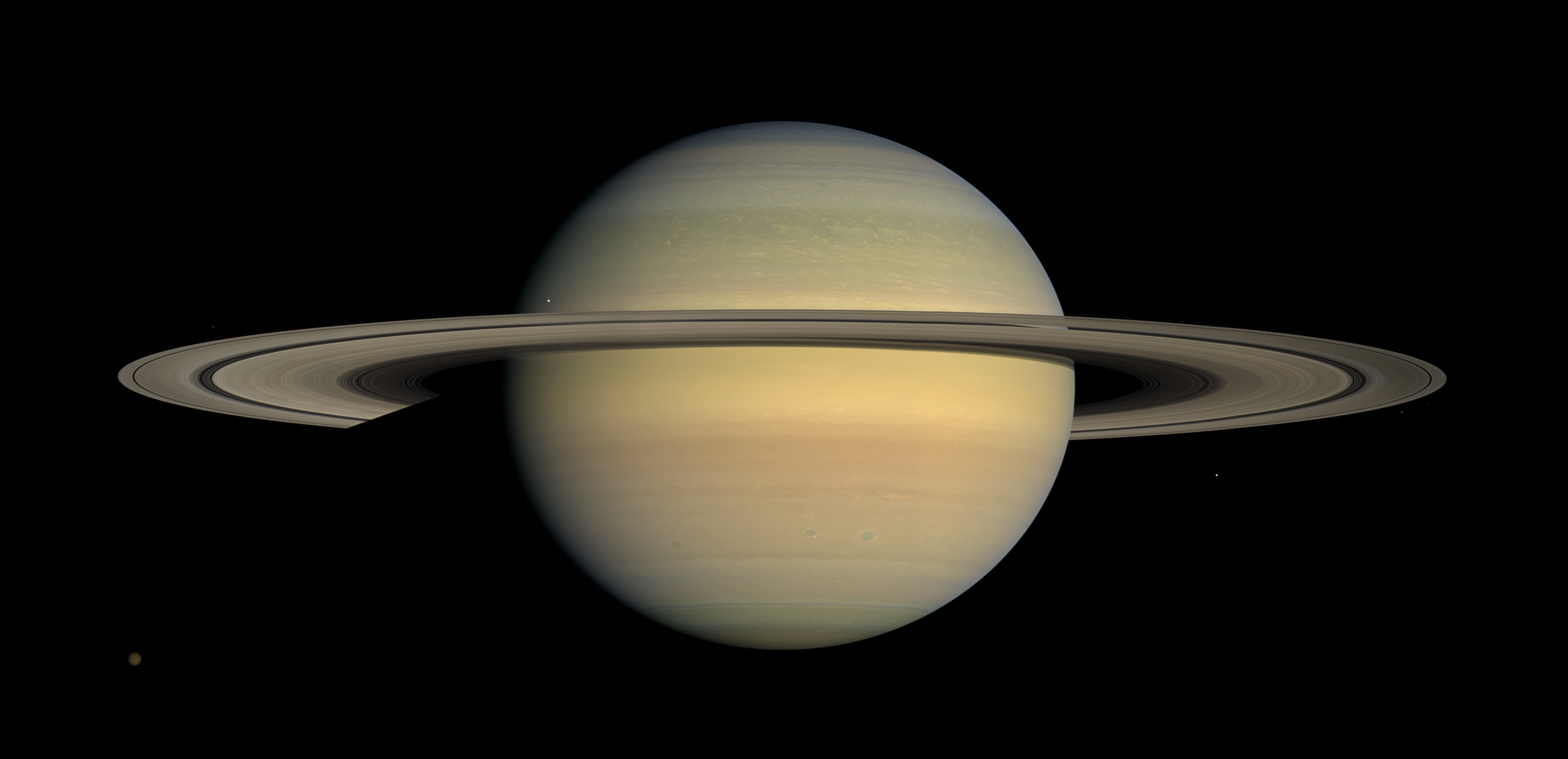
土星は太陽系の惑星の中で最大の扁平率を持つ。

太陽は極めて球に近く、その扁平率はおよそ 9×10−6とされる。太陽系の惑星の扁平率は、水星が 0.0006 未満、金星が 0.0002 未満、地球が前述の通りおよそ 0.0033528、火星が 0.00589 ± 0.00015、木星が 0.06487 ± 0.00015、土星が 0.09796 ± 0.00018、天王星が 0.0229 ± 0.0008、海王星が 0.0171 ± 0.0013 である。自転時間が長く、密度の大きい岩石質の固体で構成されている地球型惑星で比較的小さく、自転時間が短く、密度が極めて小さいガス質の気体で構成されている木星型惑星で比較的大きい傾向にある。扁平率が大きい土星は、倍率がそれほど大きくない天体望遠鏡でも、扁平であることが視認できる。実際、土星の極半径が約 54,364km であるのに対し、赤道半径は約 60,268km である。